# Lucy Fry
Lucy Elizabeth Fry (Wooloowin, 1992. március 13. –) ausztrál színésznő és modell. 
Szerepelt a Makoi hableányok és a 11.22.63 című sorozatokban.

## Fiatalkora
Fry Wooloowinban született 1992-ben. A Brisbane Girls Grammar iskolába járt Brisbane-ben. 2007-ben a Girlfriend Magazine modelllistáján második helyezett lett.

## Pályafutása
Szerepelt a H2O: Egy vízcsepp elég fináléjában. Majd főszereplő lett a Makoi hableányok című sorozatban. Első fontosabb filmszerepe Vámpírakadémia című filmben volt.

## Filmográfia

### Film
| Év   | Magyar cím       | Eredeti cím            | Szerep           | Magyar hang       |
| ---- | ---------------- | ---------------------- | ---------------- | ----------------- |
| 2014 | Vámpírakadémia   | Vampire Academy        | Lissa Dragomir   | Gáspár Kata       |
| 2015 |                  | Now Add Honey          | Honey Halloway   |                   |
| 2015 |                  | The Preppie Connection | Alex Hayes       |                   |
| 2016 | Mr. Church       | Mr. Church             | Poppy            |                   |
| 2016 | Sötétség         | The Darkness           | Stephanie Taylor | Kardos Eszter     |
| 2017 | Bright           | Bright                 | Tikka            |                   |
| 2019 |                  | She's Missing          | Heidi            |                   |
| 2021 | Az éjszaka fogai | Night Teeth            | Zoé Moreau       | Nemes Takách Kata |
| 2022 | Waldo            | Last Looks             | Jayne White      |                   |
| 2025 |                  | I Live Here Now        | Rose             |                   |

### Televízió
| Év   | Magyar cím             | Eredeti cím             | Szerep               | Megjegyzések                                 |
| ---- | ---------------------- | ----------------------- | -------------------- | -------------------------------------------- |
| 2010 | H2O: Egy vízcsepp elég | H2O: Just Add Water     | tanuló az érettségin | 1 epizód                                     |
| 2012 | Csajok a zŰrből        | Lightning Point         | Zoey                 | - főszereplő - magyar hangja: - Lamboni Anna |
| 2013 |                        | Reef Doctors            | Josie                | 1 epizód                                     |
| 2013 | Makoi hableányok       | Mako: Island of Secrets | Lyla                 | - főszereplő - magyar hangja: - Mezei Kitty  |
| 2016 | 11.22.63               | 11.22.63                | Marina Oswald        | főszereplő                                   |
| 2016 | Farkas-patak           | Wolf Creek              | Thorogood            | - főszereplő - magyar hangja: - Gáspár Kata  |
| 2019 |                        | Godfather of Harlem     | Stella Gigante       | főszereplő                                   |